# Stars (группа)
Stars (в переводе с англ. — «Звёзды») — недолго просуществовавшая британская рок-группа, сформированная Сидом Барреттом в период его сольного творчества. За недолгое существование коллектива, музыканты сыграли всего несколько концертов в Кембридже, в феврале 1972 года. Участниками группы были: Сид Барретт на гитаре, Твинк на ударных и Джек Монк на басу.

## История создания
После периода пребывания в Марокко, барабанщик Твинк (экс-Pink Fairies) переехал в Кембридж и начал выступать с бэндом «Last Minute Put Together Boogie Band». В который также входили: вокалист/гитарист Брюс Майкл Пейн (экс-Apple Pie и звезда мюзикла «Волосы») и Джон Лодж (Junior’s Eyes, Sutherland Brothers) на бас-гитаре. 26 января 1972 года, на концерте в King’s College Cellar к группе присоединились басист Джек Монк (экс-Delivery) и Эдди «Гитара» Бёрнс. Жена Монка — Дженни Спайрс, подруга Твинка и бывшая девушка Сида Барретта (экс-Pink Floyd), привела последнего на концерт этой группы, он прихватил свою гитару и «поджемовал» с ними во время финального номера. На следующий день группа играла шоу «Six Hour Technicolor Dream» вместе c Hawkwind и Pink Fairies в Cambridge Corn Exchange, гостями на сцене были Фред Фрит и Сид Барретт. Группа отыграла пять треков, прежде чем к ним присоединился Сид и они исполнили ещё три.

Не прошло и двух дней, как во время разговора Джек и Твинк воскликнули в один голос: «Было бы замечательно, если бы Сид играл с нами снова». Твинк вспоминал: 
«Мы отправились к нему домой... Сид подошел к двери и Дженни сказала ему: „Джек и Твинк подумали, что было бы неплохо вам всем вместе создать группу“. Сид ответил: „Да, хорошо, проходите“. Вот так всё и было. Мы начали репетировать в подвале его дома, с этого всё и началось». «Мы играли весь материал Сида, старые вещи, такие как 'Lucifer Sam'. Мы дали около полудюжины концертов. Я думаю, что это был довольно плотный концертный график, но некоторые шоу не обременялись условиями (контрактами), так как у нас не было менеджера-организатора, у нас просто были люди на подстраховку и музыкальный материал. Мы всегда играли в окрестностях Кембриджа, не выезжали дальше, в обычных местах, таких как кафе... мы играли на площади Market Square - самый незабываемый концерт». «Это был хороший концерт, мы действительно выступили блестяще. Пару раз мы выступили в кафетерии Dandelion Coffee Bar, эти шоу также были хороши».
Этот концерт был записан на плёнку, но одна из записей была конфискована лейблом EMI в 1985 году, ещё одна копия всплыла в 2005 году и ждет своей публикации. В июне 2010 года эта лента была выставлена на торги, но не достигла даже начальной цены лота. Позже она была куплена лейблом Easy Action, который также владеет плёнками концертов Pink Fairies и Hawkwind, выступившие в тот же день. Easy Action выпустил сет Hawkwind в 2012 году, а весной 2014 года планировалось выпустить сет Last Minute Put Together Boogie Band.

## Выступления
Концертный репертуар 'Stars' полностью состоял из ранних песен Pink Floyd и песен из сольных альбомов Барретта: The Madcap Laughs и Barrett. В какой-то момент на одном из шоу Баррет вошёл в кататонический транс, от которого он страдал на последних выступлениях в составе группы Pink Floyd. Самое худшее произошло, когда Баррет окончательно потерял самообладание вследствие транса, не смог выступать и вынужден был покинуть сцену. В последнюю минуту для выступления на шоу MC5 был собран новый музыкальный коллектив, состоящий из Брюса Пэйна, Рики Фэнна, Билла Грэя и Гарри Луваглиа. Пэйн присоединился в группу Steamhammer ещё в 1972 году, чтобы дать несколько гастрольных туров по Европе, прежде, чем возвратиться в Соединённые Штаты Америки.
Джоли МакФай, сессионный бас-гитарист и тур-организатор группы, рассказывал:
Группа несколько раз играла в хиппи-кафе 'The Dandelion' и в один субботний вечер у них появился шанс выступить на главной площади Кембриджа. Затем последовали два выступления на Corn Exchange, во вторник и субботу, двумя днями позже первого представления в Кембридже. Нэктар увлекался записыванием музыки… И я пригласил его в группу. Тур-менеджером группы стал Ниггэл, который занимался техническими аспектами выступления. Я думал, что он поможет записать концерты ребят. Затем Ниггэл отправил мне запись выступлений и она звучала хорошо. Я вернул запись Ниггэлу, не скопировав её. Потом я слышал, что он потерял её… На самом деле шоу группы на MC5 не было хорошим и его лучше было не записывать. Организатор этих шоу — Стив Бринк — пообещал, что не будет писать в прессе о провале ребят, однако нарушил обещание и пригласил на интервью Роя Холлинга из the Melody Maker, который присутствовал на MC5. Позже я прочитал интервью Холлинга, которое опубликовали в следующую среду. Он сообщил, что испытал нервное потрясение от концерта «Stars» на the MC5, особенно разочаровавшись в выступлении Сида.
Холлингворт писал о Барретте:
«Он играл невероятное соло, которое продолжалось более 10 минут. Его растрёпанные волосы падали то на лицо, то на гитару и он лишь изредка смотрел на нас. Правильные аккорды и такты не имели особого значения — он импровизировал и в течение минуты несколько раз менял ритм игры. Пальцы на его левой руке ловко зажимали струны на гитаре. Он придумывал новые аккорды, затем заново переигрывал их — чтобы звук получался чистым и мелодичным, но потом снова начинал импровизировать. В какое-то время Сид поднял голову вверх и позволил себе сделать неглубокий вдох. Он выглядел как человек, который в один момент вспомнил о самой большой трагедии, которую ему пришлось пережить. Я не знаю, думал ли тогда Сид о жизненных неудачах, но он явно не собирался сдаваться. Даже если он потерял басиста своей группы и Твинк больше не желал разделять его увлечение, Сид продолжал заниматься музыкой. Сейчас он отрастил бороду, но в его проницательном взгляде по-прежнему скрывается нечто необъяснимое. Похоже, так он старается спрятать свои проблемы. Сид держит гитару в руках так, как будто он увидел этот музыкальный инструмент первый раз в жизни. Он снова почесал свой нос и начал играть новую партию, со словами 'Madcap Laughs'. Его музыка звучала по-другому, однако голос оставался таким, как прежде. Он играл аккорды, поглядывая вправо и бросая нахмуренный взгляд то на Твинка, то на басиста, как будто в знак несогласия с их мнением. Я замер, наблюдая за Сидом, и подумал, что его игра действительно хорошая. Вдруг какая-то девушка поднялась на сцену и начала танцевать; Сид увидел её и растерялся. Он отошел в сторону и безрезультатно попытался подобрать правильные аккорды. Наконец он просто смешал все аккорды, в хаотичном порядке. Там не было мелодичного звучания, но если вы способны мыслить глубже, то увидите в его выступлении совершенно другой, непостижимый для обычного человека смысл… Отчаянного и обессиленного человека, странствующего по небу. Огромный концертный зал, заполненный не зрителями, а их останками. Пластиковые стаканы с апельсиновым или лимонным соком… или кофе. А также целые и раздавленные булочки… И Сид играет на этой сцене, на фоне невообразимой картины… Будет ли кто-нибудь слушать этого сумасброда?» — «Возвращение сумасшедшего» (Melody Maker, 4 марта 1972)
В интервью 2001 года Джек Монк о причинах неуспеха концерта сказал следующее:
«Я, помню, глядел на Сида, и думал: „ Ты не хочешь быть здесь, не так ли?“ Он делал всё как бы через силу, брал микрофон и пел так, что всё было ясно — все понимали, что телега уже без колёс. Можно было лишь быть свидетелем падения чьей-то карьеры. Один концерт хорош, другой — не очень. Некоторые реально плохи, что было, пожалуй, худшим.»
The Terrapin fanzine отзывался о выступлении негативно, назвав его Последним выступлением Сида (Январь 1973).
«[Сид] написал свои версии „Octopus“ и „'No Man’s Land“ с The Madcap Laughs; [взял] „Waving My Arms in the Air“ и „Baby Lemonade“ из альбома Barrett, также „Lucifer Sam“ из легендарного первого альбома Pink Floyd The Piper at the Gates of Dawn. Твинк играл на ударных, а Джек Монк — басах, но до тех пор, пока его усилитель не решил, что больше не может продолжать музыкальное путешествие с Сидом и не сдох! Тексты, по большей части, были плохо слышны из-за ужасных колонок, а Сид даже не разговаривал между песнями, которые ранее мы уныло подрепетировали. Однако на сцене был гений и порой он показывал странные проблески таланта, но где-то через час Сид решил, что с него достаточно, поэтому он не спеша отключился и ушёл домой.»
Урон уже был нанесён, когда Барретт прочитал обзор Melody Maker на следующей неделе, несмотря на утверждение Джоли, что концерт « Cambridge Corn Exchange» совместно с Nekte был прогрессом. Это утверждение, похоже, поддержал Твинк:
«Я как-то имел один из звёздных концертов, между мной и моим другом Джоли, с которой я работал в то время. Он делал бейджи. У него была лента, но я не знаю, что случилось с нею. Ленты были хороши. Группа не протянула вместе долго. Сразу после этого концерта мы получили ужасную прессу. Думаю, это был Рой Холлингворт из Melody Maker, который написал рецензию и фактически убил группу ею. Сид пришел с рецензией на следующий день, он увидел её и сказал: „Я не хочу больше играть“. Так оно и было. В смысле, я ожидал это, я думал, что была вероятность, что случится что-то подобное, но то, что это случилось, стало позором/стыдом. Мы попробовали сыграть [предложенный концерт в Essex University] без Сида, потому что хотя он сказал, что больше не хочет играть, мы уже договорились о концерте, поэтому мы поехали туда с намерением сыграть. Я набрал несколько музыкантов на место Сида. Но потом оказалось, что наниматель уже не хотел, чтобы мы играли, потому что Сида не было с нами — это была своего рода катастрофа. Это было неправильным решением, мы должны были вытащить [его]. Но мы решили пойти туда и попробовать, но ничего не вышло.»
Гитарист Берни Эллиотт, бывший нанятым Stars концертным участником утверждал, что присутствовал на выступлении в Seymour Hall в Лондоне. В какой-то момент в 1972 году, Твинк, Монк, Дэн Келлехер (гитара/клавишные) и Джордж Бэкон (гитара) завершили сессии в London’s Polydor Studios. Позже в 1991 году одна песня из этих сессий появилась на сборнике. В конце 1972 года Монк вместе с Расти Бёрнхиллом создал новую группу Rocks Off.

## После распада
Вскоре после этого Сид оставил музыку и общественную жизнь в целом и стал жить в уединении, хотя поэт Пит Браун утверждал, что видел как Сид играл в Кембридже вместе с Джеком Брюсом на протяжении всего лета 1973 года. Записанные выступления Stars по-прежнему считаются утерянными. Американский фотограф Виктор Крафт получил известность за свои записи (и фотографии) концертов Dandelion, но после его смерти в 1976 году его наработки были удалены из его квартиры его кембриджским арендатором. Хотя выступление на Boogie Band Hawkwind и Pink Fairies всё ещё существует, и все ещё ходят слухи, что сохранена запись концерта с Эдди «Guitar» Бернсом. Твинк также утверждал, что Сид записывал свои репетиции на кассету и хранил при себе эти записи, но тем не менее их судьба до сих пор неизвестна. Спустя годы Рой Холлигворт рассказал причины и выразил сожаление по поводу распада Stars. «Я был большим фанатом Сида, поэтому у меня никогда не было намерения навредить ему. Он был одним из моих героев. Я написал о том, что я видел и слышал настолько чутко, насколько мог, и определённо не предполагал, что это станет большим разоблачением. Маленький кусочек меня умер в ту ночь. Но лично, если это ранило чувства Сида, я искреннее извиняюсь за это. Я был бы очень рад, если бы он торжественно вернулся на сцену и всё продолжал и продолжал карьеру.»

## Концерты группы
- 29 января 1972 — The Dandelion Coffee Bar, Кембридж[17]
- 5 февраля 1972 — The Dandelion Coffee Bar, Кембридж[17]
- 12 февраля 1972[4] — Petty Cury (near the Market Square), Кембридж[17]
- Февраль 1972 — The Dandelion Coffee Bar, Кембридж
- 24 февраля 1972 — The Corn Exchange, Кембридж (вместе с группами MC5 и Skin Alley)
- 26 февраля 1972 — The Corn Exchange, Кембридж[18] (вместе с группой Nektar)